# Момчето си отива
„Момчето си отива“ е български игрален филм от 1972 г. на режисьора Людмил Кирков, по сценарий на Георги Мишев. Оператор е Георги Русинов. Музиката във филма е композирана от Борис Карадимчев.
Репликата на Ран „Една боза от 6 стотинки“ е считана за култова и емблематична за филма от много негови почитатели. Главната роля се изпълнява от Филип Трифонов. Това е една от първите роли на актьора и остава една от най-известните му. Филмът е заснет изцяло във Враца. Песента „Хора и улици“ от филма, в изпълнение на Мими Иванова и Борис Гуджунов, остава и до днес една от най-популярните песни на българската поп музика.

## Сюжет
Действието във филма се развива в последните дни преди абитуриентския бал на училищен клас в малък нестоличен град. Главните действащи лица са учениците от завършващия випуск. Рангел Рангелов, наричан от съучениците си Ран, е интелигентен ученик, който проявява интерес към журналистиката, въпреки неодобрението на родителите си и изпитва силно увлечение по Тинка – продавачката от близката сладкарница Тинтява, често я посещава и си купува боза, само за да я види. Той не забелязва, че Мариана – негова съученичка, е влюбена в него. По това време в града пристига известната певица Нели Йорданова, с която Ран флиртува. Нощта на бала отминава и Ран изпраща Мариана до дома ѝ. Тогава става ясно, че двамата заминават да учат заедно в София.

## Състав

### Актьорски състав
| Роля                     | Изпълнител                                  |
| ------------------------ | ------------------------------------------- |
| Ран                      | Филип Трифонов                              |
| Тинка                    | Народна артистка: Невена Коканова           |
| Мариана                  | Сашка Братанова (като Александра Братанова) |
| Филип к. Филипов         | Кирил Господинов                            |
| Редакторът Каменов       | Антон Карастоянов                           |
| Художникът Ацата         | Васил Попов                                 |
| Певицата Нели Йорданова  | Елена Райнова                               |
| Цура, майката на Ран     | Лили Енева                                  |
| Бащата на Ран            | Евстати Стратев (като Ефстати Стратев)      |
| Катаджията               | Никола Тодев                                |
| Директорката Савова      | Катя Чукова                                 |
| учителката по литература | Христина Русева                             |
| Вуйчото на Ран           | Васил Вачев                                 |
|                          | Николай Ламбрев                             |
|                          | Михаил Ботевски                             |
| съученик на Ран          | Валентин Гаджоков                           |
|                          | Красимир Кацаров                            |
|                          | Николай Атанасов                            |
| колежката на Симов       | Златина Джамбазова                          |
|                          | Цветана Георгиева                           |
|                          | Асен Георгиев                               |
|                          | Заслужил артист: Владимир Давчев            |
|                          | Ева-Мария Радичкова (като Ева Радичкова)    |
|                          | Иван Джамбазов                              |
|                          | Нели Монеджикова (като Недялка Монеджикова) |

### Творчески и технически екип
| Сценарий           | Георги Мишев                                                        |
| Редактор           | Иван Дечев                                                          |
| Режисьор           | Людмил Кирков                                                       |
| Оператор           | Георги Русинов                                                      |
| Музика             | Борис Карадимчев                                                    |
| Художник           | Недю Недев                                                          |
| Звук               | Митхен Андреев Митко Москов                                         |
| Монтаж             | Венцеслава Каранешева Елена Ризова                                  |
| Грим               | Аделина Михайлова                                                   |
| Костюми            | Епсимания Лазарова                                                  |
| Фотограф           | Милка Русинова                                                      |
| Асистент-режисьори | Маргарита Колимечкова Цветана Янкова                                |
| Асистент-оператори | Лъчезар Виденов Атанас Димитров Александър Златев                   |
| Организатор        | Александър Качин                                                    |
| Гардероб           | Цветана Матеева                                                     |
| Реквизит           | Велислав Канинов                                                    |
| Директор           | Радослав Божков                                                     |
| Песните изпълняват | Лиана Антонова Мими Иванова Борис Годжунов                          |
| Distributed by     | Българска кинематография Студия за игрални филми /Copyright © 1971/ |

## Награди
- Награда на кинокритиката, Варна, 1972
- Награда на Съюза на българските писатели (СБП) за сценарий, Варна, 1972
- Награда за женска роля на Невена Коканова, Варна, 1972
- Наградата на публиката от Фестивала на българския игрален филм (ФБИФ), 1988 г.
- Наградата за сценарий на Съюза на българските филмови дейци (СБФД), 1988 г.
- Наградата за режисура от Международния филмов фестивал в Москва, 1989 г.
- Голямата награда от Международния филмов фестивал в Сан Ремо, 1989 г.